# Natale in Spagna

Luci natalizie a Valencia (2008)

In Spagna la celebrazione del Natale è particolarmente sentita.
Le feste si protraggono dal 22 dicembre al 6 gennaio. Tutto inizia appunto il 22 con il sorteggio della Lotteria di Natale (Lotería de Navidad), avvenimento molto importante che contribuisce alla creazione dell'atmosfera natalizia.
L'estrazione inizia la mattina presto e viene trasmessa dalle emittenti radiofoniche e televisive; le voci dei bambini del Colegio de San Ildefonso, che tutti gli anni cantano, si sentono dappertutto. La lotteria è anche un grande successo economico: moltissimi sono i biglietti venduti. Loro come in altri luoghi fanno un grande albero per celebrare il Santo Natale.

## LaNochebuena
Il 24 dicembre si celebra la vigilia di Natale: Nochebuena (letteralmente "notte buona"). In questa serata gli spagnoli usano riunirsi per celebrare la cena più importante dell'anno. Solitamente ci si riunisce a casa dei nonni, raramente dai figli. Questa è una cena molto abbondante durante la quale si mangiano prodotti tipici locali e specialità della cucina spagnola.
Durante la notte si ascoltano o vengono cantati i villancicos, canti che esprimono stati d'animo felici, ma a volte anche nostalgici e tristi. Alcuni narrano avvenimenti relativi a Betlemme o alla vita di Gesù, altri parlano di fatti quotidiani e sentimenti.
Per questi canti vengono utilizzati strumenti diversi secondo la regione, quali la concha de vieira nella costa del nord, la zambomba nella Mancha ed in Estremadura o le nacchere in Andalusia. Dopo la cena, Babbo Natale distribuisce i regali ai bambini sotto l'albero.
In Catalogna si usa ricevere i regali il 25 dicembre: a portarli non è Babbo Natale, bensì il cosiddetto Tió de Nadal. 
In generale comunque il 25 dicembre, Navidad, si festeggia con un banchetto simile a quello della sera prima.
In quel giorno, il re di Spagna legge il messaggio di auguri, trasmessi in televisione.

## Los Santos inocentes
Dopo tre giorni di pausa le celebrazioni continuano il 28 dicembre il giorno de los Santos Inocentes (letteralmente "i santi innocenti", commemorazione della Strage degli innocenti), durante il quale ci si fanno scherzi e ci si prende in giro a vicenda, si ritaglia con la carta un omino e lo si va a mettere nella schiena della "vittima". Poi al telegiornale diranno in un momento inaspettato una notizia falsa.

## LaNochevieja
Il 31 dicembre, notte di San Silvestro, è detto Nochevieja (letteralmente "notte vecchia"), in quanto ultima notte dell'anno.
Questa festa non ha il carattere familiare del Natale, tuttavia esistono tradizioni che vanno rispettate. Ad esempio si usa mangiare las uvas de la suerte (letteralmente "l' uva della fortuna"), cioè 12 acini d'uva uno dopo l'altro allo scoccare degli ultimi secondi che indicano la fine dell'anno; oppure brindare con il vino cava (simile allo spumante) e all'alba mangiare cioccolata calda con i churros prima di andare a letto.

## L'epifania

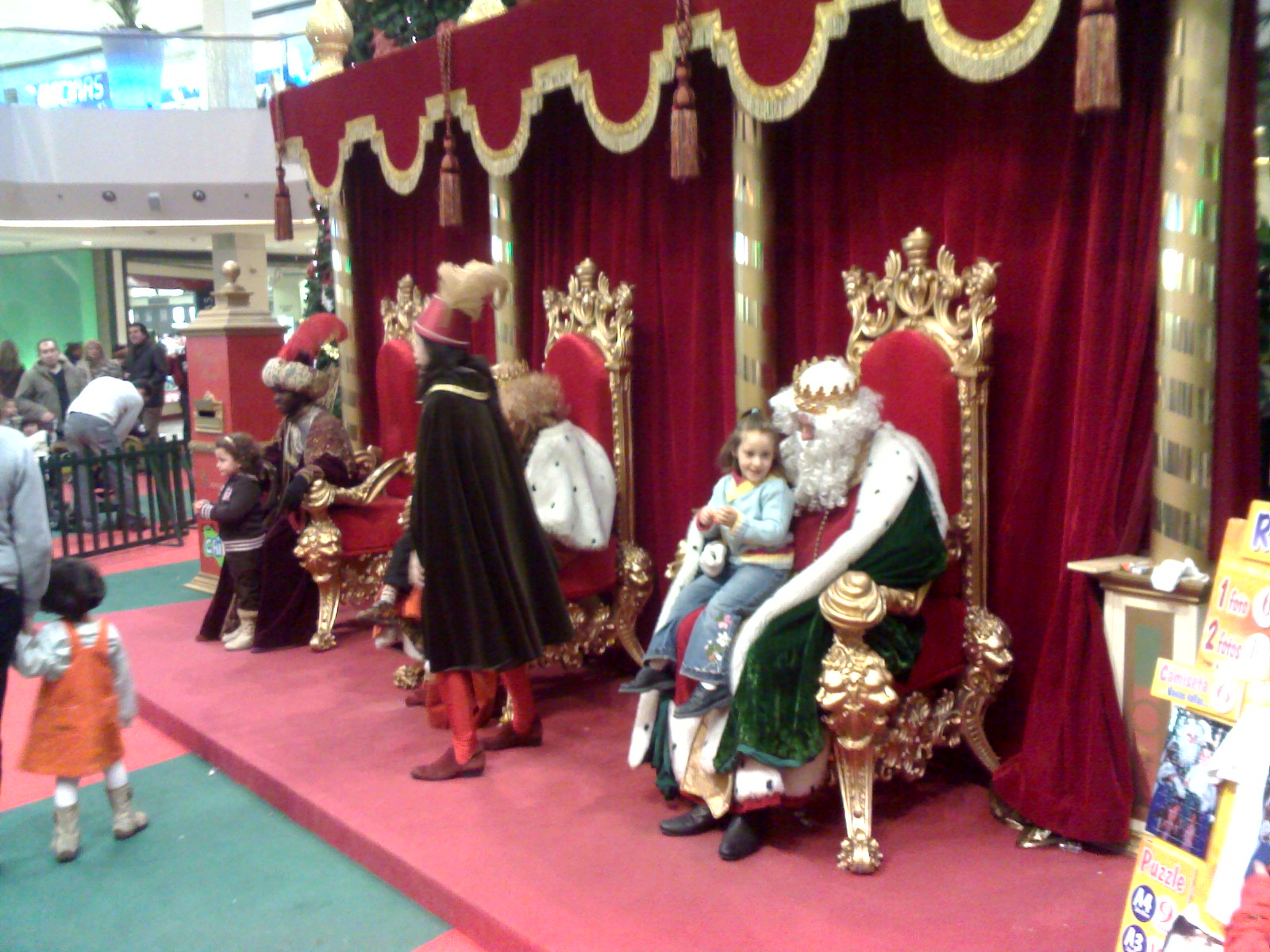
Rappresentazione per bambini dei Re Magi in un centro commerciale

La sera del 5 gennaio viene organizzata una sfilata nella quale si esibiscono los Reyes Magos (i Re Magi), che in tutte le città termina davanti alla sede comunale.
Il 6 gennaio solitamente è il giorno dei regali. Infatti se durante l'anno i bambini sono stati buoni ricevono i giocattoli che hanno chiesto nella lettera ai Re Magi, altrimenti nel caso in cui si siano comportati male ricevono carbone, stessa ricompensa dell'italiana Befana. È in questo giorno che si mangia il famoso Roscón de Reyes, uno dei dolci più antichi di queste feste.

## Piatti tipici delle feste natalizie spagnole
Ecco elencate alcune specialità spagnole di queste feste con accenni alla loro storia, non tutte però sono originarie di questo paese, alcune infatti sono state importate da altri stati europei.

### Turrón

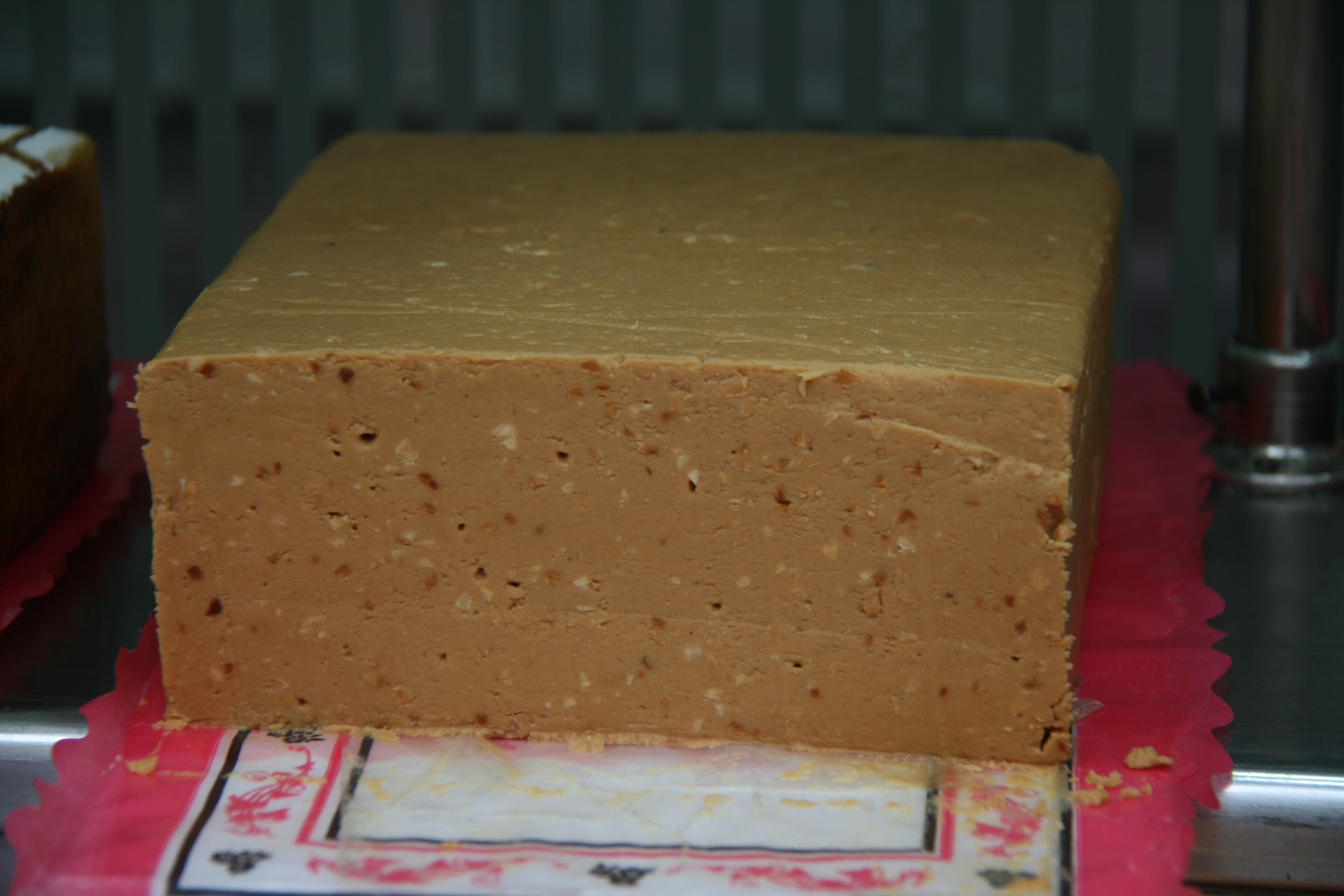
Turrón de Jijona

Simile al torrone, è un dolce che non può assolutamente mancare durante le festività natalizie. La sua diffusione è avvenuta nel 1887, ma si hanno notizie della sua produzione già nel 1585 a Jijona (Alicante).
Il nome turròn deriva dal verbo turrar cioè tostare.
Questo dolce si prepara con mandorle o noci ovviamente tostate e mescolate con miele e zucchero.
Le zone in cui è più diffuso sono quelle alicantine e quelle catalane.

### Mazapanes

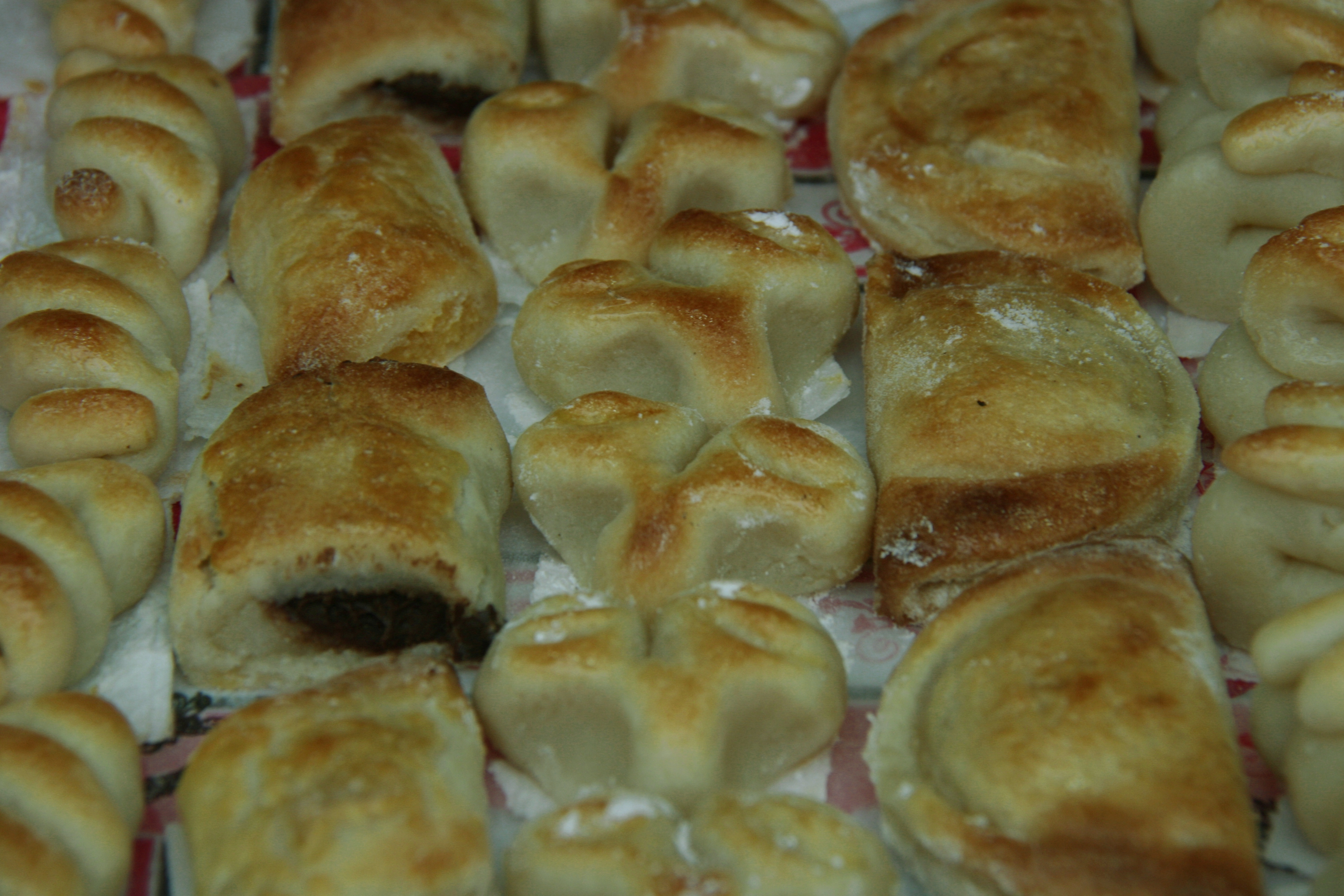
Mazapanes

Corrispondente al marzapane, è un dolce introdotto dagli Arabi nell'VIII secolo, a quei tempi era preparato con zucchero e mandorle, oggi invece il tutto è arricchito da latte in polvere e tuorlo d'uovo.
La sua paternità è attribuita a Toledo, quando, durante la battaglia contro gli arabi ai tempi del re Alfonso VIII di Castiglia, alcune monache del convento di San Clemente iniziarono a produrlo come il pane.

### Polvorones y mantecados

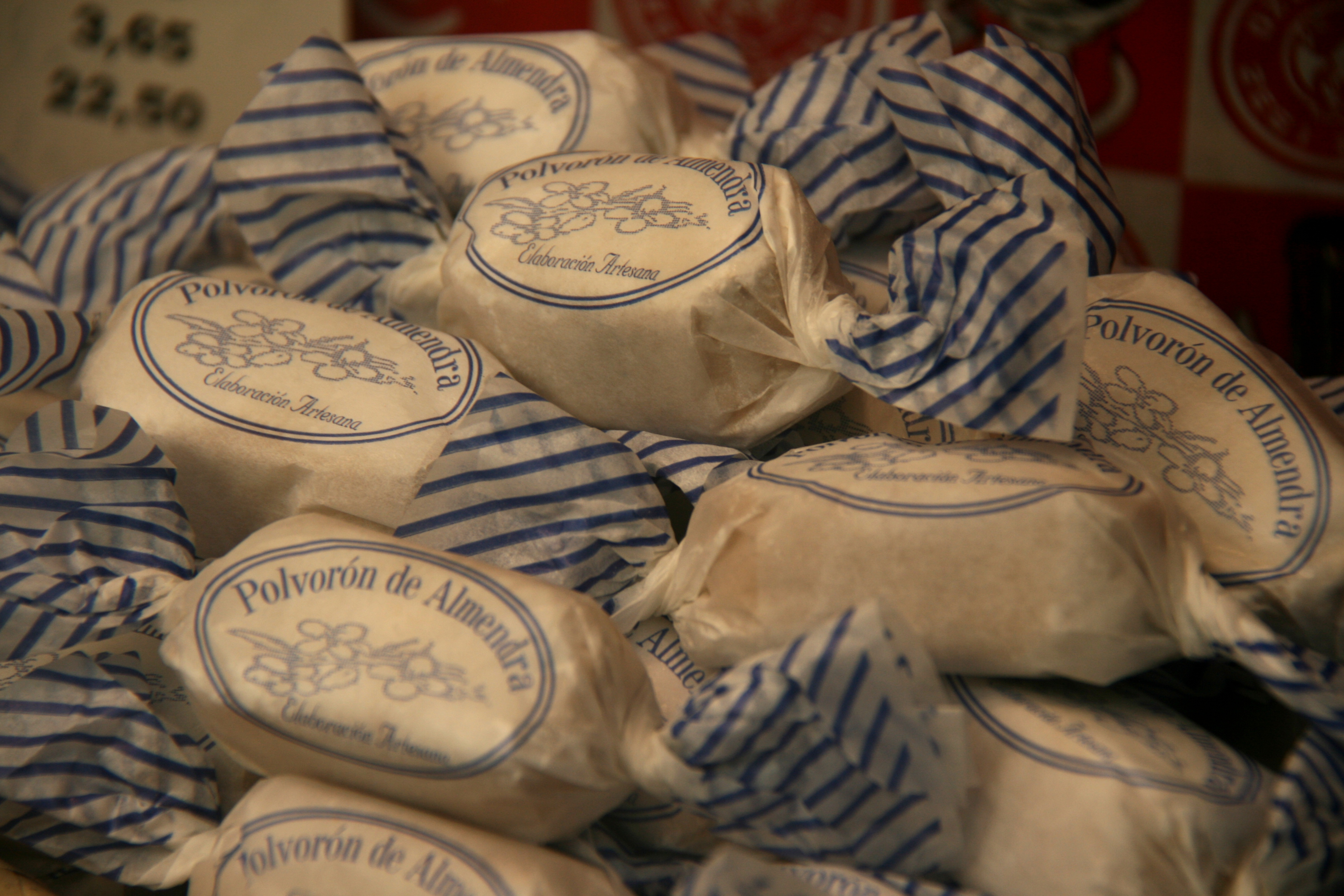
Polvorones

Dolce di origine andalusa, tradizionalmente si preparava all'epoca dell'uccisione dei maiali. Originariamente veniva elaborato con lo strutto di questo animale oltre alla farina. La città più famosa per la sua produzione è Siviglia.

### Roscón de Reyes

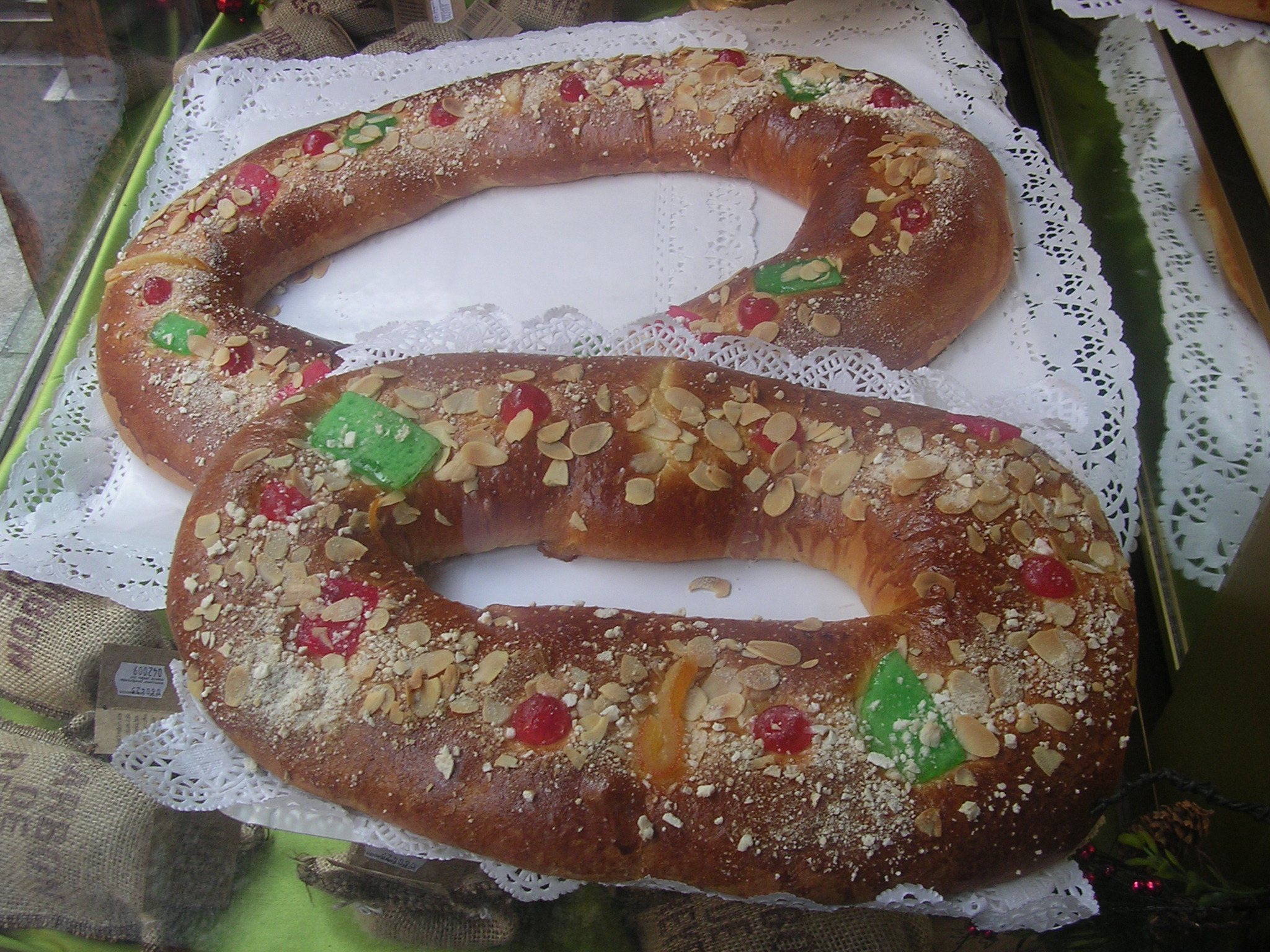
Roscon de Reyes

È uno dei dolci più antichi delle feste natalizie, anche se le sue origini sono prettamente pagane. Infatti durante le feste invernali ai tempi dei romani si usava eleggere un re della festa, e per farlo veniva preparata una torta con fichi, datteri e miele da dividere e distribuire al popolo e agli schiavi. Tra le varie fette si nascondeva un legume secco, (haba=fava) ed il fortunato che casualmente lo trovava era nominato re.
Questa tradizione arrivò prima in Francia e successivamente in Spagna, quando il re Filippo V decise di introdurla durante le festività natalizie.
Nell'attuale dolce al posto del legume si nascondono piccoli giochi o pupazzetti e il tutto è decorato con zucchero e frutta secca. Il dolce viene distribuito ai bambini e chi trova il premio è considerato il re della festa.